# Hinterbliebenen-Pauschbetrag
| Zeitraum  | Freibetrag pro Person |
| --------- | --------------------- |
| seit 2002 | 370 €                 |

Der Hinterbliebenen-Pauschbetrag ist ein Freibetrag im deutschen Einkommensteuerrecht. Er wird Hinterbliebenen von bestimmten Todesopfern gewährt und mindert als außergewöhnliche Belastung in Höhe von 370 Euro das zu versteuernde Einkommen der Hinterbliebenen.

## Gesetzliche Grundlage
Die Voraussetzungen für den Hinterbliebenen-Pauschbetrag sind im § 33b Abs. 4 EStG geregelt, in den Einkommensteuerhinweisen ist eine Liste der möglichen Hinterbliebenenbezüge abgedruckt. Der Abzugsbetrag beträgt einheitlich 370 Euro und wird für alle Personen gewährt, die wegen Tod eines Angehörigen Anspruch auf einen dieser Bezüge haben. Der Freibetrag muss in der Anlage Außergewöhnliche Belastungen der Einkommensteuererklärung beantragt werden.
Steht der Hinterbliebenen-Pauschbetrag einem Kind zu, kann er auf Antrag auf die Eltern übertragen werden.

## Hinterbliebenenbezüge
Für folgende Bezüge wird ein Hinterbliebenenpauschbetrag gewährt:
- Bezug nach dem Bundesversorgungsgesetz, dies betrifft vor allem Opfer des Zweiten Weltkriegs
- Bezug nach dem Soldatenversorgungsgesetz
- Bezug nach dem Zivildienstgesetz
- Bezug nach dem Häftlingshilfegesetz
- Unterhalt für Angehörige von Kriegsgefangenen
- Bezug nach dem Gesetz über die Bundespolizei
- Bezug nach dem Gesetz über den Zivilschutzkorps
- Bezug nach dem Gesetz zur Regelung der Rechtsverhältnisse der unter Art. 131 GG fallenden Personen
- Bezug nach dem Gesetz zur Einführung des Bundesversorgungsgesetzes im Saarland
- Bezug nach dem Infektionsschutzgesetz, zum Beispiel bei Tod infolge einer empfohlenen Impfung
- Bezug nach dem Gesetz über die Entschädigung für Opfer von Gewalttaten
- Rente aus der gesetzlichen Unfallversicherung, zum Beispiel bei Tod durch Arbeitsunfall
- Bezüge nach dem Tod eines Beamten aufgrund eines Dienstunfalls
- Bezüge nach dem Bundesentschädigungsgesetz für Schäden an Leben, Körper oder Gesundheit.

Der Hinterbliebenenpauschbetrag wird auch gewährt, wenn der Anspruch auf eine der oben genannten Leistungen ruht, oder wenn die Entschädigung als Einmalbetrag ausgezahlt wurde.